# František Vaňák
František Vaňák (* 28. Juni 1916 in Hvozd u Konice; † 14. September 1991 in Město Albrechtice) war ein tschechischer Geistlicher und Erzbischof von Olmütz.

## Leben

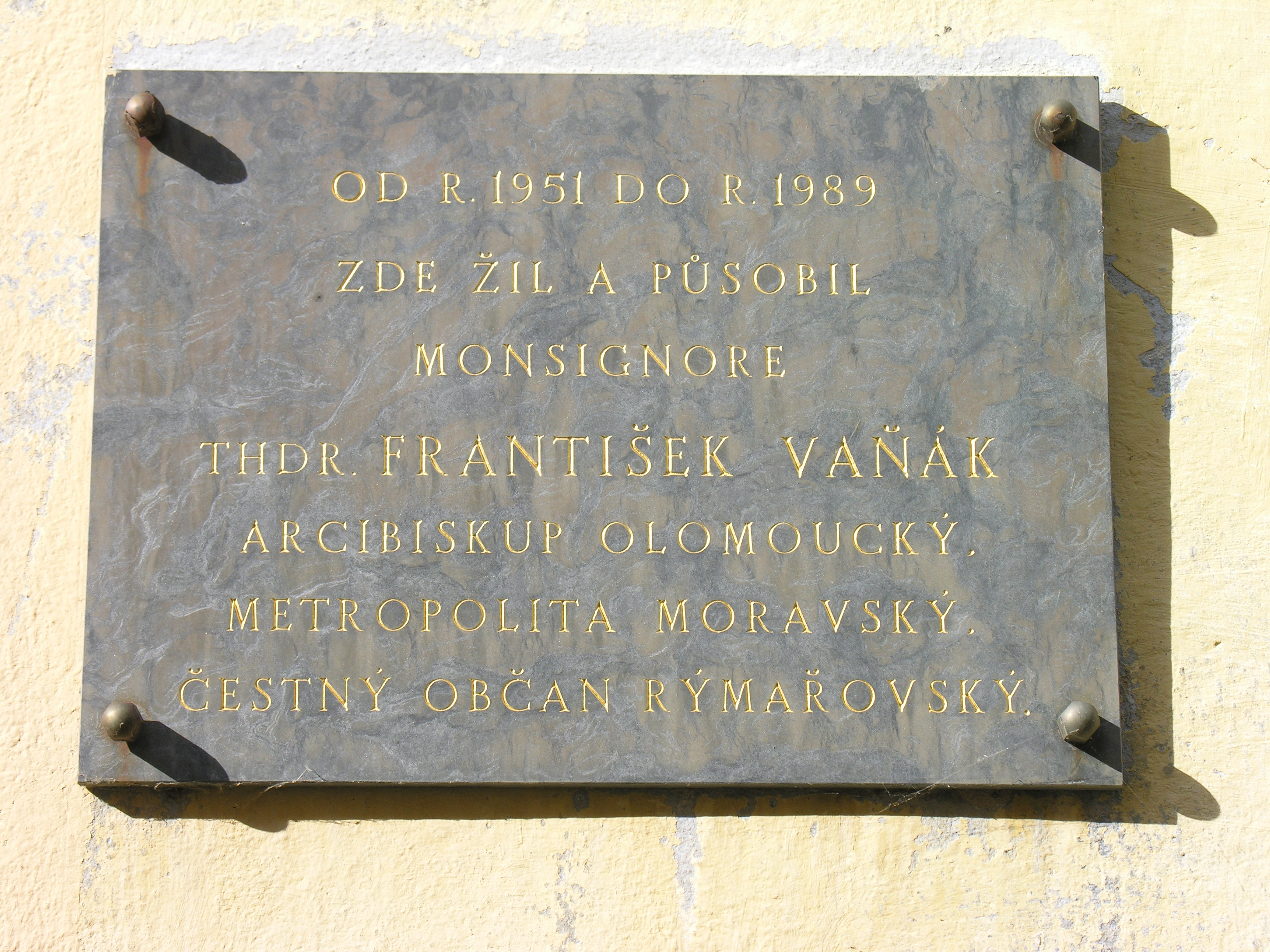
Gedenktafel für Erzbischof František Vaňák an seinem Wohnhaus in Rýmařov

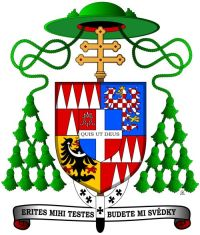
Wappen des Erzbischofs

Nach dem Abitur am erzbischöflichen Gymnasium in Kremsier studierte František Vaňák am Olmützer Priesterseminar Theologie und wurde 1941 zum Priester geweiht. Anschließend wirkte er viele Jahre als Seelsorger in Rýmařov. Nach dem Tod des seit 1950 gefangen gehaltenen Erzbischofs Josef Karel Matocha wurde er vom Heiligen Stuhl 1961 als dessen Nachfolger vorgesehen, was jedoch durch die kommunistischen Herrscher der damaligen Tschechoslowakei blockiert wurde. Schließlich konnte er am 26. Juli 1989 von Papst Johannes Paul II. zum Apostolischen Administrator und Weihbischof in Olmütz sowie gleichzeitig zum Titularbischof von Assuras ernannt werden. Die Bischofsweihe spendete ihm am 26. August 1989 der damalige Weihbischof von Prag und spätere Bischof von Budweis, Antonín Liška. Mitkonsekratoren waren der Apostolische Nuntius in Polen, Francesco Colasuonno, und Erzbischof Ján Sokol von Tyrnau.
Kurze Zeit später folgte nach dem politischen Umbruch die Ernennung zum Erzbischof von Olmütz.
In seiner kurzen Amtszeit setzte sich František Vaňák für die Erneuerung des religiösen Lebens in seiner Diözese ein. Zu seinen Anliegen gehörte u. a. die Förderung der Ordenseinrichtungen sowie der kirchlichen Bildungseinrichtungen. 1991 gelang ihm die Wiederbegründung des Olmützer Priesterseminars und des traditionsreichen erzbischöflichen Gymnasiums in Kremsier, deren Wirken er jedoch nicht mehr erleben konnte, da er im selben Jahr verstarb. Er wurde im Kloster Svatý Hostýn beigesetzt.